# Maison de Stevan Mokranjac à Belgrade
Ne doit pas être confondu avec Maison de Stevan Mokranjac à Negotin.
Maison de Stevan Mokranjac à Belgrade (en serbe cyrillique : Кућа Стевана Мокрањца ; en serbe latin : Kuća Stevana Mokranjca)) est importante en tant que la maison où le célèbre compositeur Stevan Stojanović Mokranjac vivait et travaillait, lors de son séjour à Belgrade. Elle est située à l'angle de rues Dositejeva 16 et Gospodar Jevremova.
La maison a été construite en 1872 pour servir de résidence familiale à l'architecte Jakov Damjanović, entrepreneur en bâtiment. De juillet 1878  à mai 1879 la maison a été utilisé pour abriter l'organisation humanitaire de l'Institut anglais pour les orphelins serbes, plus tard, l'Institut pour les orphelins serbes, qui, après  les guerres serbo-turques fut fondée par le médecin anglais Dr Henri Ciman et c’était pour ses besoins qu’on a construit un aile de la cour à côté du bâtiment.
Dans cette maison, Stevan Stojanović Mokranjac (1856—1914), le plus important compositeur serbe et chef de chœur, professeur et collectionneur de mélodies folkloriques dont  il enrichit la musique d'art, a vécu et travaillé. Il a perfectionné se études de musique en Allemagne et en  Italie. Il était un représentant du réalisme musical et l'une des figures les plus importantes de l'histoire de la musique serbe au tournant du XIXe au XXe siècle. Sa plus grande réalisation il a atteint avec son œuvre Rukoveti, et l’une des compositions spirituelles les plus importantes et le plus souvent jouées est  la Liturgie de saint Jean Chrysostome (Литургија Светог Јована Златоустог.).

## Architecture
Sur le plan architectural, la maison est une version réduite de la construction résidentielle classique d'un étage de la seconde moitié du XIXe siècle. La construction a un étage, mais elle est monumentale, avec une vaste cour. Les corniches horizontales contribuent à une division harmonique de la façade, ainsi que les pilastres qui séparent les fenêtres. La maison est un bon exemple de la réalisation architecturale et de l'artisanat de la qualité dans l'architecture résidentielle de Belgrade  au début de la huitième décennie du XIXe siècle, lorsque le premier règlement de zonage de cette partie de la ville fut effectué et lorsqu'on accepte de plus en plus les influences de l'architecture de l'Europe occidentale dans l'application d'éléments décoratifs. Quant à l’intérieur, on a conservé l’atelier du compositeur, avec ses affaires.
En raison de la grande figure historique qui a vécu ici, mais aussi des valeurs architecturales authentiquement préservé, la Maison de Stevan Mokranjac est définie pour un monument culturel  (Décision, « Journal officiel de la ville Belgrade » no. 4/83).